# Erinaceidae
Gli erinaceidi (Erinaceidae Fischer, 1817) sono una famiglia di mammiferi che comprende ricci e gimnuri. La posizione sistematica della famiglia è oggetto di discussione. Tradizionalmente era inclusa nell'ordine degli Insettivori, ma secondo la classificazione vigente appartiene all'ordine Eulipotyphla.

## Caratteristiche
Gli erinaceidi hanno generalmente forma simile ai toporagni, con musi lunghi e code corte. Sono, tuttavia, molto più grandi dei toporagni, variando da 10–15 cm (4–6 pollici) di lunghezza del corpo e 40–60 grammi (1,4–2,1 once) di peso, nel caso della Hylomys suillus, fino a 26–45 cm (10–18 pollici) e 1,0–1,4 kg (2,2–3,1 libbre) nel ratto lunare. Tutte le specie tranne una hanno cinque dita per piede, in alcuni casi con forti artigli per scavare, e hanno occhi e orecchie grandi. I ricci possiedono peli modificati in spine acuminate per formare una copertura protettiva sulla parte superiore del corpo e sui fianchi, mentre le gimnure hanno solo peli normali. La maggior parte delle specie ha ghiandole odorifere anali, ma queste sono molto meglio sviluppate nelle gimnure, che possono avere un odore potente.
Gli erinacei sono onnivori e la maggior parte della loro dieta è costituita da insetti, lombrichi e altri piccoli invertebrati. Mangiano anche semi e frutti e occasionalmente uova di uccelli, insieme a qualsiasi carogna che incontrano. I loro denti sono affilati e adatti per impalare le prede invertebrate. La formula dentale delle erinaceidi è: 2-3.1.4.3/3.1.2-4.3.
I ricci sono animali notturni, ma le gimnure lo sono meno e possono essere attivi durante il giorno. Molte specie vivono in semplici tane, mentre altre costruiscono nidi temporanei sulla superficie con foglie ed erba, o si rifugiano in tronchi cavi o nascondigli simili. Gli erinaceidi sono animali solitari al di fuori della stagione riproduttiva e il padre non ha alcun ruolo nell'allevamento dei piccoli.
Le femmine degli erinacei partoriscono dopo un periodo di gestazione di circa sei-sette settimane. I piccoli nascono ciechi e glabri, anche se ai ricci iniziano a spuntare le spine entro 36 ore dalla nascita.

## Distribuzione ed ecologia
Gli erinaceidi sono assenti in America e Australia e sono diffusi esclusivamente nel Vecchio Mondo (i ricci presenti in Nuova Zelanda vi sono stati portati dall'uomo). Gli habitat variano notevolmente da specie a specie. Il cibo non si limita a insetti e larve (come la tradizionale inclusione negli insettivori potrebbe far pensare) ma può includere sia piccoli vertebrati sia vegetali.

## Evoluzione
Gli erinaceidi sono un gruppo relativamente primitivo di mammiferi placentali, poiché hanno cambiato poco per quanto riguarda la loro morfologia dai tempi della loro origine, nell'Eocene (circa 45 milioni di anni fa). Tra i più noti esempi di erinaceidi estinti, sono da ricordare il bizzarro Proterix, Galerix, Amphechinus, Gymnurechinus e soprattutto Deinogalerix, il cosiddetto "riccio gigante" (in realtà imparentato più strettamente con le gimnure che con i ricci), vissuto nel Miocene e i cui resti fossili sono stati ritrovati nel Gargano: della taglia di una lepre, questo animale potrebbe essere stato un divoratore di carogne o un carnivoro a tutti gli effetti.

## Sistematica interna
La famiglia comprende 24 specie, raggruppate in due sottofamiglie e 10 generi:
- Famiglia Erinaceidae
  - Sottofamiglia Erinaceinae
    - Genere Atelerix, quattro specie
    - Genere Erinaceus, quattro specie
    - Genere Hemiechinus, due specie
    - Genere Mesechinus, due specie
    - Genere Paraechinus, quattro specie

  - Sottofamiglia Galericinae
    - Genere Echinosorex, una specie
    - Genere Hylomys, tre specie
    - Genere Neohylomys, una specie
    - Genere Neotetracus, una specie
    - Genere Podogymnura, due specie